# Гаггенау
Гаггенау (нім. Gaggenau) — місто в Німеччині, знаходиться в землі Баден-Вюртемберг. Підпорядковується адміністративному округу Карлсруе. Входить до складу району Раштат.
Площа — 65,05 км2. Населення становить 29 932 ос. (станом на 31 грудня 2020).

## Географія
Місто розташоване у північній частині гірського масиву Шварцвальд та по обидва береги річки Мурґ долині біля річки. Містом проходить федеральна-автомагістраль 462 (Шварцвальд-Телерштрассе) і Murgtalbahn від Раштата до Фройденштадта. Найвища точка в місті знаходиться на Мауценбергу на висоті близько 758 м, найнижча точка — близько 124 метрів над рівнем моря. Найбільша протяжність міської території становить приблизно 10 км у напрямку північ-південь і захід-схід.

## Історія
Гаггенау вперше згадується в документах 1243 року. Гаггенау залишався селом до 19 століття. Спочатку він входив у склад Уфгау, а з 13 століття до маркграфства Баден, та з 1535 року до маркграфства Баден-Баден. Старішим за центральне місто є, серед іншого, нинішній район Бад-Ротенфельс, який згадується в імператорському листі про дарування ще в 1041 році. 
До 1689 року Гаггенау належав до округу Куппенгейм, а потім до округу Раштат, з якого пізніше виник район Раштат. У 1691 році місто було майже повністю зруйноване французами під час війни Аугсбурзької ліги.

## Інфраструктура

### Дорожній рух
Гаггенау розташований на Автобані А5 Раштат–Фройденштадт (Шварцвальд-Телерштрассе), яка має чотири смуги від Бад-Ротенфельса до авторозв'язки Раштат на федеральній трасі 5 Карлсруе–Базель.

### Залізниця
Загалом на залізничному маршруті Murgtalbahn у місцевості Гаггенау є сім станцій. З моменту повної електрифікації в 2002 році по цьому маршруту курсує трамвай-поїзд з Карлсруе. Відтоді потяги переведено безпосередньо на місцеву трамвайну мережу.